# ベーリック・ホール
ベーリック・ホール（英: Berrick-Hall）は、神奈川県横浜市中区山手町にある西洋館である。

## 歴史
イギリス人貿易商バートラム・ロバート・ベリックの邸宅として、1930年に建設された。設計はアメリカ出身の建築家J・H・モーガンで、山手111番館と並び彼の住宅建築の代表作の一つである。ベリックの没後はカトリック・マリア会に寄贈され、同会の運営するセント・ジョセフ・インターナショナル・スクールの寄宿舎として使用された。「ベーリック・ホール」の名称は、マリア会の命名によるものである。2000年に同校が閉校となったのちは横浜市が敷地を取得し、建物も市に寄贈された。元町公園の一部として整備が行われ、2002年より一般公開されている。2001年には横浜市認定歴史的建造物に選定されている。

## 建築
地上2階・地下1階建で、地下は鉄筋コンクリート構造、地上部分は木造である。山手地区に現存する、戦前からある住宅としては最大規模。スパニッシュ様式で、クリーム色の壁やオレンジ色のスパニッシュ瓦、アーチ型の玄関ポーチ、クワットレフォイルと呼ばれる窓の様式などに特徴が現れている。1階は応接間や食堂、居間とこれに続くパームルームなど、2階は主に寝室として使われていた。食堂と居間には暖炉、横浜港を見渡せるよう北側に作られたパームルームには獅子頭の壁泉が設えられている。2階は主人・婦人・子息と来客用の寝室、それぞれに附属する浴室が設けられている。ベリックの息子は、建物完成時には20歳であったが、山手地区の洋館で唯一子供用に設計された部屋であることから、子供部屋は小さな男の子の部屋として再現されている。その室内の壁はターコイズブルーで、フレスコ技法で再現された。主人の寝室では、寄宿舎として使用された経緯に関する資料が展示されている。
現在は元町公園の施設として館内と庭園を無料で見学できるほか、結婚式場として貸し出しも行われる。同公園の付属施設として、エリスマン邸と山手234番館も一般公開されている。みなとみらい線元町・中華街駅から徒歩8分、JR根岸線・市営地下鉄桜木町駅から神奈川中央交通バス11系統、「元町公園前」下車。第2水曜日休館。

## バートラム・ロバート・ベリック
施主のバートラム・ロバート・ベリック（Bertram Robert Berrick、1873年-1952年）はロンドン出身で、親族により経営されていた、文房具や機械、和紙、漆器などを扱う貿易商社「ベリックブラザー商会」を継ぐべく、1898年に25歳で来日。事業を順調に拡大し、1919年には商号を「ベリック商会」に改めた。東京の駐日フィンランド大使館は彼の経歴に注目し、フィンランド領事への就任を要請。ベリックはこれを快諾し、このベリック邸で執務を行った。ここで10年ほど暮らしたが、第二次世界大戦が近付き、家族でカナダのバンクーバーに移住。1952年にカナダで永眠した。なお、長野県軽井沢町にはウィリアム・メレル・ヴォーリズ設計によるベリックの別荘があったが、こちらは現存しない。

## ギャラリー

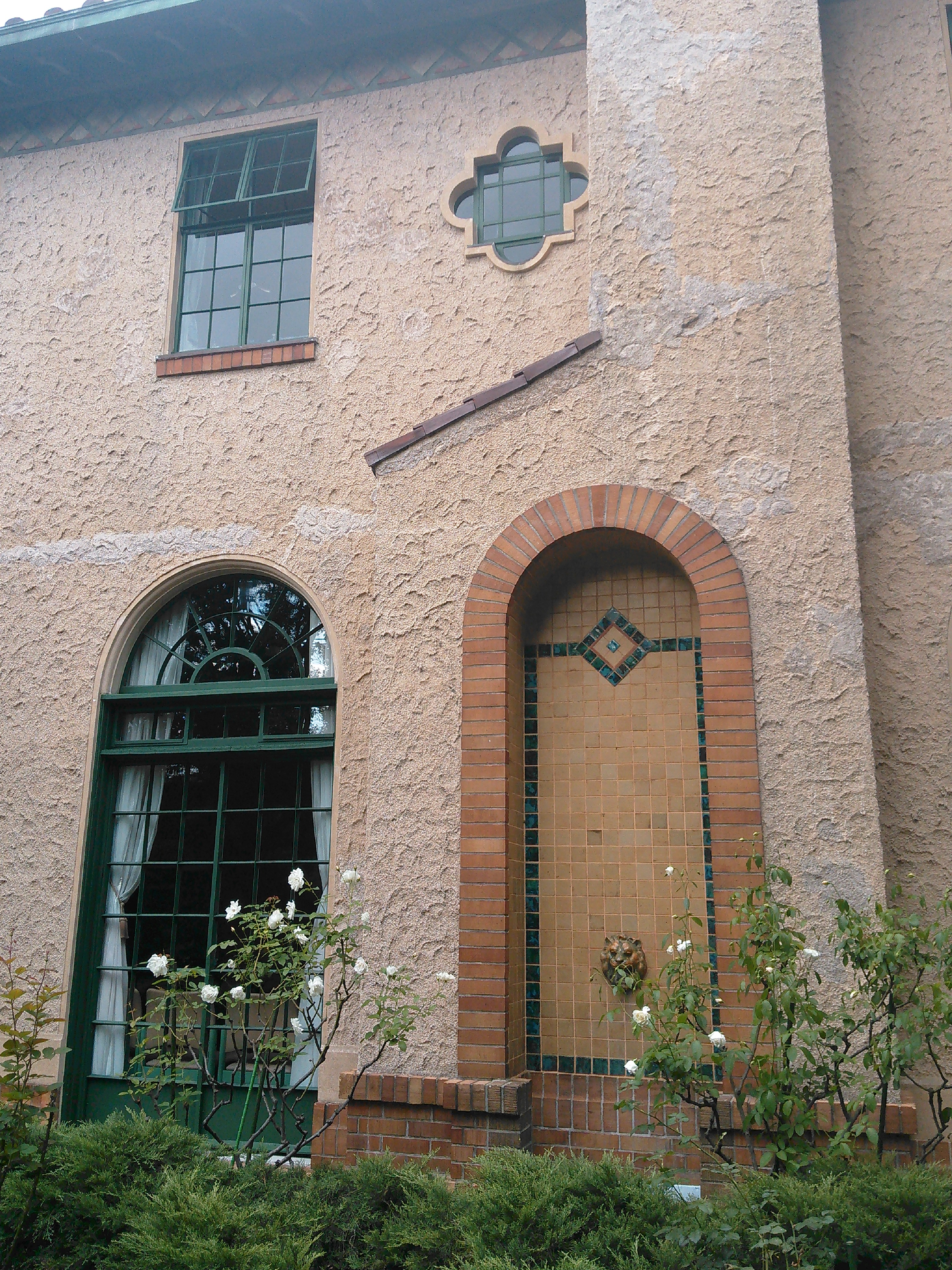
外壁に取り付けられた壁泉。その上部の、四葉型の窓も特徴的である。
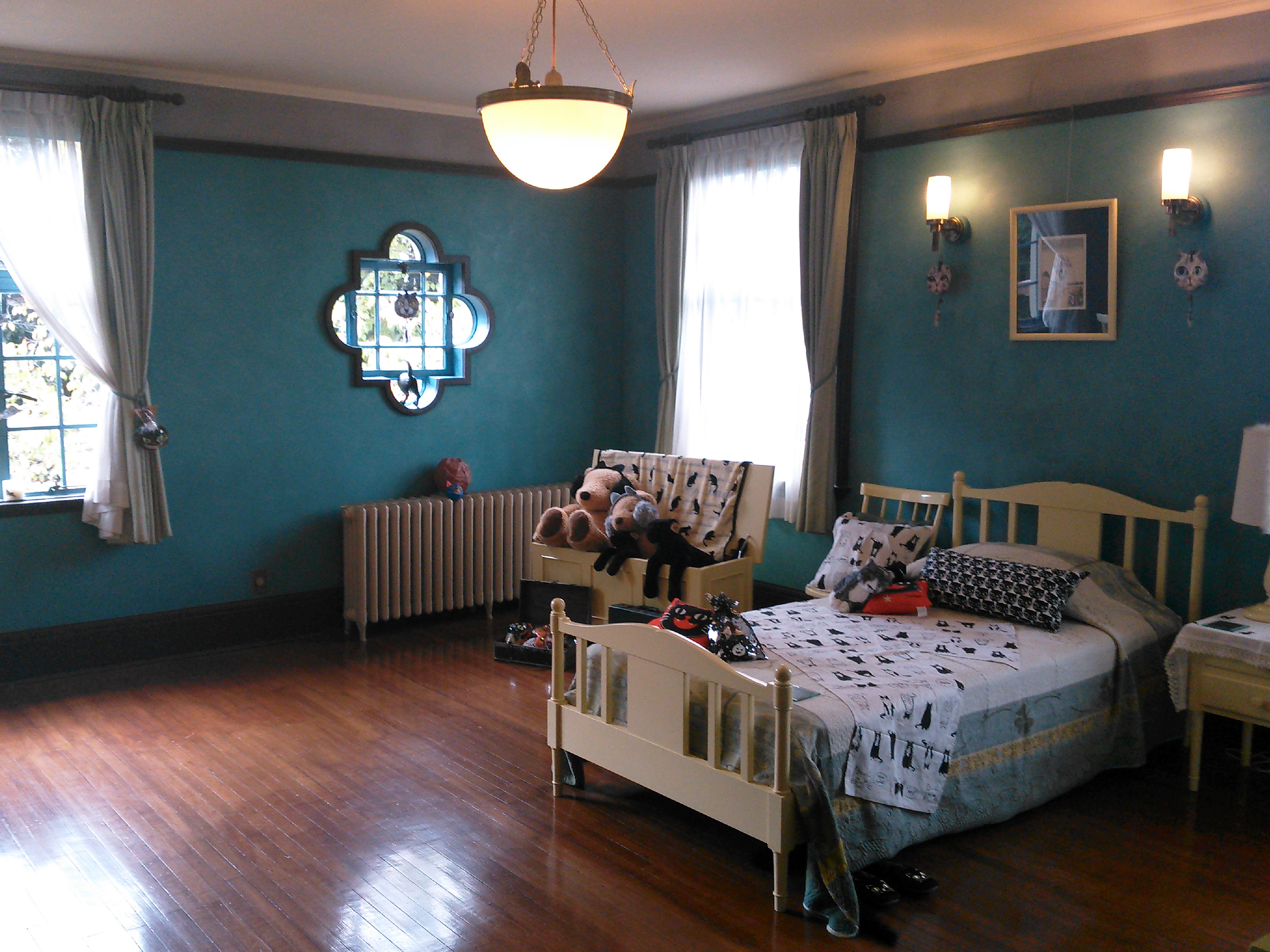
小さな男の子の部屋として再現された子供部屋